# Смоленська сільська рада
Смоле́нська сільська рада (рос. Смоленский сельский совет) — сільське поселення у складі Смоленського району Алтайського краю Росії.
Адміністративний центр — село Смоленське.

## Історія
2011 року ліквідована Первомайська сільська рада (села Ленінське, Первомайське), територія увійшла до складу Смоленської сільради.

## Населення
Населення — 8560 осіб (2019; 9543 в 2010, 10183 у 2002).

## Склад
До складу сільської ради входять:
| Населений пункт    | Населення, осіб (2002) | Населення, осіб (2010) |
| ------------------ | ---------------------- | ---------------------- |
| Ленінське, село    | 165                    | 125                    |
| Первомайське, село | 512                    | 433                    |
| Смоленське, село   | 9506                   | 8985                   |